# Черница (Молдова)
Черница (рум. Cerniţa) — село в Флорештском районе Молдавии. Относится к сёлам, не образующим коммуну.

## География
Расположено примерно в 14 км к северо-востоку от города Флорешты на высоте 224 метра над уровнем моря. Ближайшие населённые пункты — сёла Темелеуцы и Кошерница. В 5 км южнее села Черница находится железнодорожная станция Ункишешты.

## Население
По данным переписи населения 2004 года, в селе Черница проживает 1098 человек (531 мужчина, 567 женщин).
Этнический состав села:
| Национальность | Число жителей | Процентный состав |
| -------------- | ------------- | ----------------- |
| молдаване      | 1088          | 99,09             |
| русские        | 6             | 0,55              |
| украинцы       | 3             | 0,27              |
| румыны         | 1             | 0,09              |
| Всего          | 1098          | 100 %             |